# Andreas Heusch
Andreas Heusch (* 29. Mai 1964 in Büttgen) ist ein deutscher Jurist und Präsident des Verwaltungsgerichts Düsseldorf. Überdies ist er Vizepräsident des Verfassungsgerichtshofs des Landes Nordrhein-Westfalen und Honorarprofessor an der Heinrich-Heine-Universität Düsseldorf.

## Leben
Heusch begann seine richterliche Laufbahn 1994 beim Verwaltungsgericht Düsseldorf. Ab dem Jahr 2000 war er für drei Jahre an das Bundesverfassungsgericht abgeordnet und dem dortigen Präsidenten Hans-Jürgen Papier als wissenschaftlicher Mitarbeiter zugewiesen. Im Jahr 2002 wurde Heusch zum Richter am Oberverwaltungsgericht für das Land Nordrhein-Westfalen befördert; kurz darauf wurde er zusätzlich als wissenschaftlicher Mitarbeiter an den Verfassungsgerichtshof für das Land Nordrhein-Westfalen abgeordnet.
Im Juni 2006 wechselte er an das nordrhein-westfälische Justizministerium, wo er ein Jahr später zum Ministerialrat ernannt wurde. Im Ministerium leitete er drei Jahre das unter anderem für die Personalangelegenheiten der Verwaltungs- und Finanzgerichtsbarkeit zuständige Referat. Zudem war er Justitiar des Justizministeriums.
Seit Juli 2009 ist er Präsident des Verwaltungsgerichts Düsseldorf. Ab 2012 war Heusch daneben zunächst stellvertretendes Mitglied des Verfassungsgerichtshofs für das Land Nordrhein-Westfalen, seit 1. Juli 2014 ordentliches Mitglied. Mit Wirkung zum 1. Januar 2020 wurde er zum Vizepräsidenten des Verfassungsgerichtshofs gewählt. Zunächst wurde Heusch als bevorzugter Kandidat der Landesregierung für das Amt des Präsidenten des Verfassungsgerichtshofs gehandelt, jedoch wurde letztlich Barbara Dauner-Lieb mit Unterstützung von CDU, SPD, Grüne und FDP gewählt, was wiederum den früheren Präsidenten des Verfassungsgerichtshofs Michael Bertrams zu deutlicher Kritik veranlasst hat. Heusch verzichtete daraufhin auf das Amt des Präsidenten des Oberverwaltungsgerichts für das Land Nordrhein-Westfalen.
Heusch ist verheiratet und hat vier Kinder.

## Kontroversen
Im Oktober 2010 ließ Heusch im Gebäude des Verwaltungsgerichts Düsseldorf ein Kreuz aus Resten des ehemaligen Grenzzauns zwischen Ost- und Westdeutschland anbringen. In einem Brief an die Mitarbeiter des Gerichts machte er unter Bezug auf die Präambel der Verfassung des Landes Nordrhein-Westfalen darauf aufmerksam, dass das Kreuz im Gerichtsgebäude kein Zeichen des Glaubens sei, sondern Symbol für die kulturellen Wurzeln, aus denen sich die freiheitliche Verfassung speise. Ein Teil der Mitarbeiter des Gerichts sah hierin einen Verstoß gegen die Neutralitätspflicht des Staates.
Im Jahr 2015 wurde Heusch dafür kritisiert, dass seine Kammer dem Düsseldorfer Oberbürgermeister Thomas Geisel untersagt hatte, als Zeichen des Protests gegen rechts die Lichter im Düsseldorfer Rathaus auszuschalten. Das Oberverwaltungsgericht in Münster hat im Jahre 2016 die rechtliche Einschätzung der von Heusch geleiteten Kammer bestätigt und die Licht-aus-Aktion von Oberbürgermeister Geisel ebenfalls als rechtswidrig bezeichnet. Im September 2017 bestätigte auch das Bundesverwaltungsgericht die Rechtsauffassung der von Heusch geleiteten Kammer in vollem Umfang: Danach habe Geisel durch den Aufruf zur Teilnahme an einer Gegendemonstration seine Befugnisse in rechtswidriger Weise überschritten.

## Politische Positionen
Heusch bezeichnete die deutsche und europäische Asyl- und Migrationspolitik im März 2019 als „dysfunktional“. Noch immer seien Gerichte mit der Aufarbeitung der sogenannten Flüchtlingskrise des Jahres 2015 beschäftigt; der juristische Rückstau sei enorm und werde die Rechtsprechung noch auf Jahre lahmlegen. Als Grund für die zunehmende Migration aus Afrika identifizierte er die dortige Bevölkerungsexplosion. Abschiebungen aus Deutschland würden kaum erfolgen, diesbezügliche Gerichtsbeschlüsse blieben fast immer „folgenlos“. In diesem Zusammenhang kritisierte er auch das sogenannte Kirchenasyl.
Im April 2021 kritisierte Heusch Kanzlerin Angela Merkel dafür, dass diese das Entfallen des Verwaltungsrechtsweg für Klagen gegen die zur Bekämpfung der Corona-Pandemie erlassene Bundesnotbremse begrüßte. Ein solches Abschneiden des Verwaltungsrechtswegs schädige den Rechtsstaat, da sich der Rechtsschutz durch die Verwaltungsgerichte während der Pandemie bewiesen hätte.

## Veröffentlichungen -(Auswahl)
- hrsg. mit Klaus Schönenbroicher: Kommentar zur Landesverfassung Nordrhein-Westfalen. Reckinger, Siegburg 2020, ISBN 978-3-7922-0249-4.
- hrsg. mit Klaus Schönenbroicher: Ordnungsbehördengesetz Nordrhein-Westfalen – Kommentar. Reckinger, Siegburg 2014, ISBN 978-3-7922-0095-7.
- hrsg. mit Winfried Kluth: Beck’scher Online-Kommentar Ausländerrecht. Beck-Online. Beck, seit 2013.
- hrsg. mit Johannes Dietlein: Beck’scher Online-Kommentar Kommunalrecht Nordrhein-Westfalen. Beck-Online. Beck, 2017.
- hrsg. mit Nicola Haderlein, Martin Fleuß und Stefan Barden: Asylrecht in der Praxis. Beck, München 2021, ISBN 978-3-406-71959-2.
- hrsg. mit Norbert Ullrich und Christian von Coelln: Handbuch Versammlungsrecht. Kohlhammer, Stuttgart 2021, ISBN 978-3-17-037104-0.
- Der Grundsatz der Verhältnismäßigkeit im Staatsorganisationsrecht. Duncker & Humblot, Berlin 2003 (= Diss., Universität Halle-Wittenberg 2002), ISBN 978-3-428-11190-9.